# Sallanches
Sallanches är en kommun i departementet Haute-Savoie i regionen Auvergne-Rhône-Alpes i sydöstra Frankrike. Kommunen ligger i kantonen Sallanches som tillhör arrondissementet Bonneville. År 2022 hade Sallanches 17 041 invånare.
Orten var känd som hemort för många högt uppsatta akademiker under 1800-talet.

## Befolkningsutveckling
Antalet invånare i kommunen Sallanches
| Referens: INSEE |

## Galleri

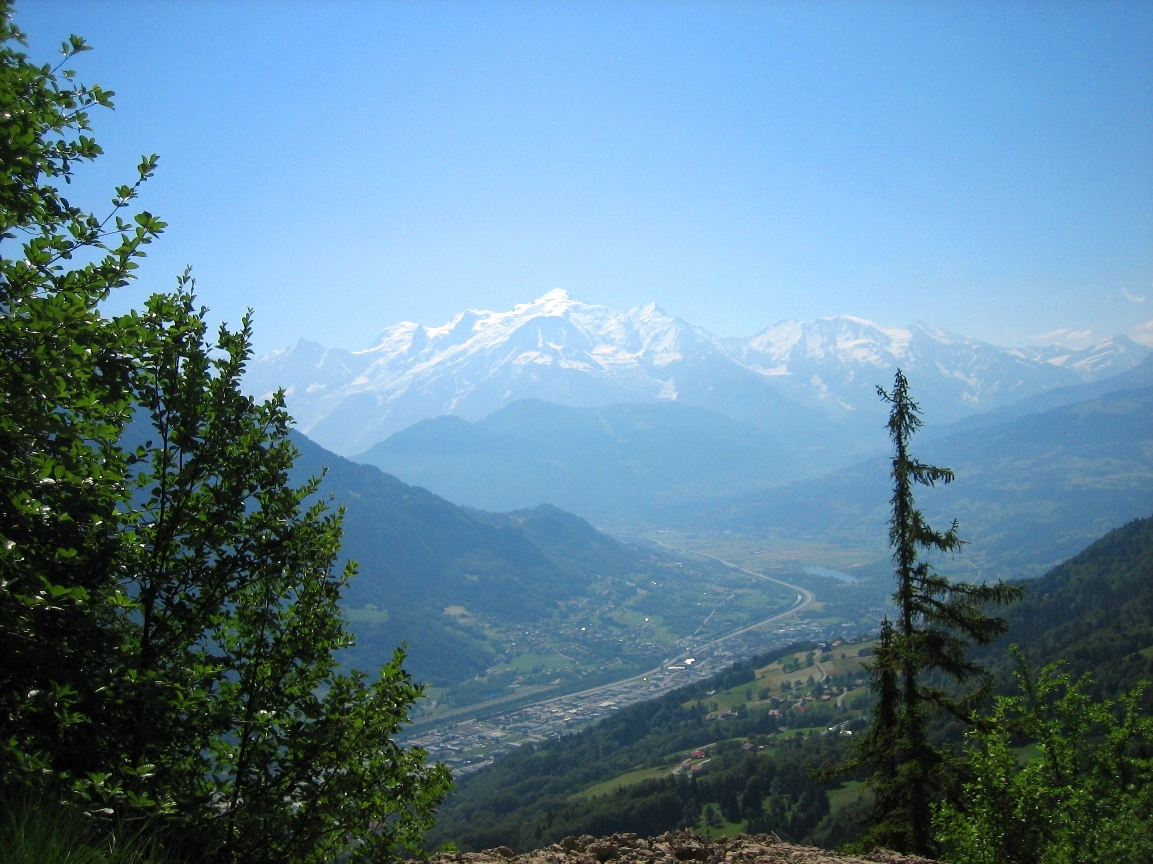
Mont Blanc
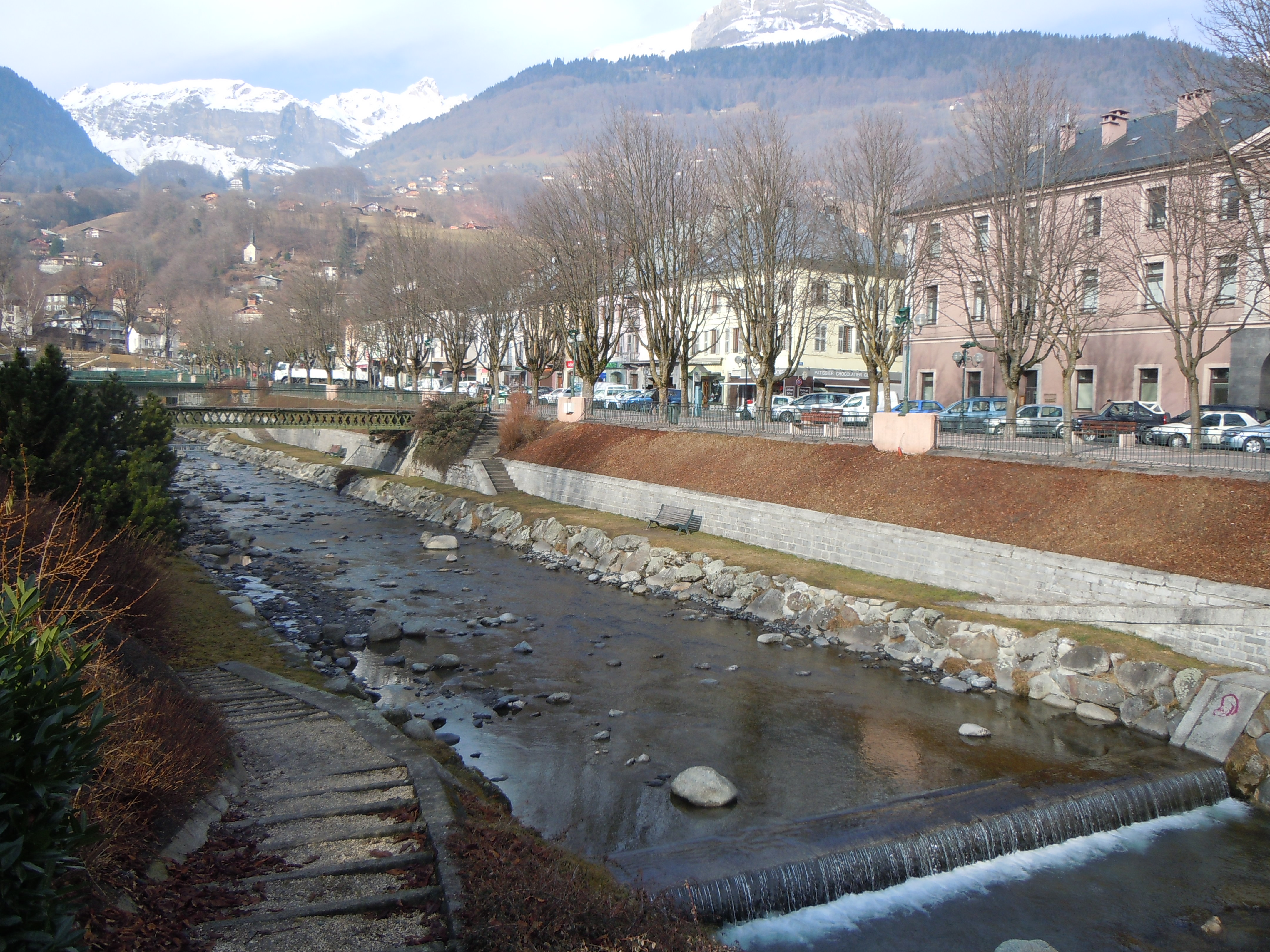
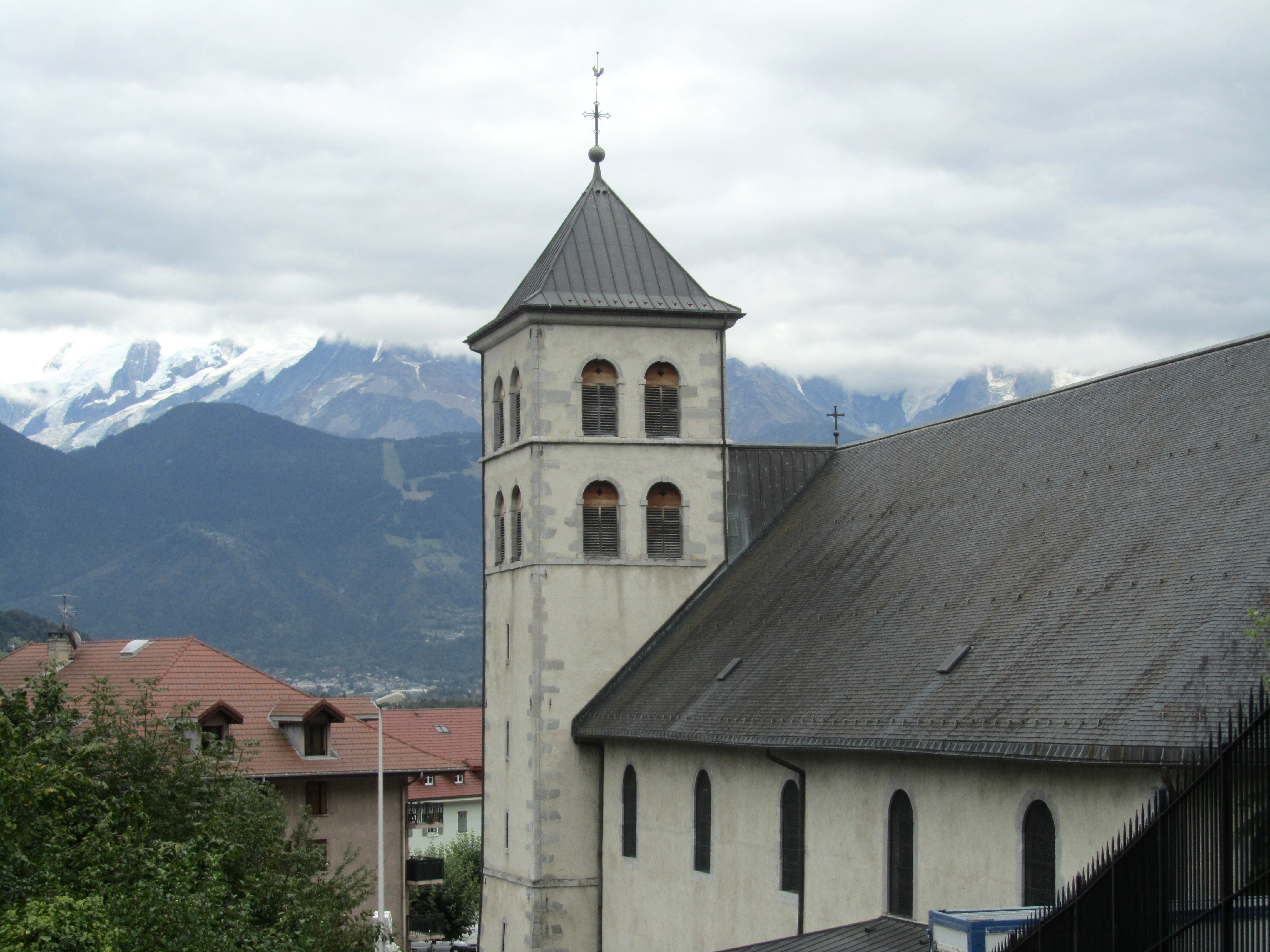
Kyrkan